# Sisowath Monivong
Sisowath Monivong (tiếng Khmer: ស៊ីសុវត្ថិ មុនីវង្ស, Sisŏvôtthĕ Mŭnivôngs [ˈsiːsoʋat muˈniːʋɔŋ]; phát âm tiếng Việt như "Xi-xô-văt Mô-ni-vông"; 1875-1941) là vua của Campuchia từ năm 1927 cho đến khi băng hà năm 1941.
Sisowath Monivong là con trai thứ hai của vua Sisowath và là cháu nội của vua Ang Duong. Ông sinh ra tại Phnôm Pênh năm 1875.
Trong thời kỳ này, bác của ông là vua Norodom đang trị vì nhưng dưới sự bỏ hộ của Pháp. Năm 1884, sau khi Pháp chiếm Lào và Việt Nam, Campuchia đã trở thành một xứ thuộc địa trực tiếp của Pháp. Hoàng gia đã được chuyển từ cố đô Oudong về thủ đô Phnôm Pênh dưới thời vua Norodom năm 1866.
Năm 1904, vua bác ông mất, Monivong giữ ngôi Thái tử Campuchia, còn cha ông là Sisowath làm vua.
Năm 1927, cha ông là Sisowath mất, ông lên ngôi ở tuổi 52.
Gia đoạn ông làm vua, nước Campuchia và toàn bộ bán đảo Đông Dương nằm dưới sự bảo hộ của đế quốc Pháp.
Vua Sisowath Monivong có người cháu họ là Norodom Suramarit (cháu trai Norodom I). Surmarit trở thành con rể của Monivong khi ông này kết hôn với con gái Monivong là Sisowath Kossamak.
Năm 1941, Monivong qua đời. Người Pháp không cho con trai ông là Sisowath Monireth lên ngôi. Thay vào đó, họ chọn người cháu ngoại của ông tên là Sihanouk, con trai của bà Sisowath Kossamak và Norodom Suramarit.
Sisowath Monivong là ông ngoại của quốc vương Norodom Sihanouk.